# NGC 5068
NGC 5068, ist eine Balken-Spiralgalaxie vom Hubble-Typ SBc im Sternbild Jungfrau auf der Ekliptik. Sie ist schätzungsweise 24 Millionen Lichtjahre von der Milchstraße entfernt und hat einen Durchmesser von etwa 65.000 Lichtjahren. Vom Sonnensystem aus entfernt sich die Galaxie mit einer errechneten Radialgeschwindigkeit von näherungsweise 670 Kilometern pro Sekunde.
Das Objekt wurde am 10. März 1785 von dem deutsch-britischen Astronomen William Herschel mithilfe seines 18,7 Zoll-Spiegelteleskops entdeckt und später im New General Catalogue verzeichnet.

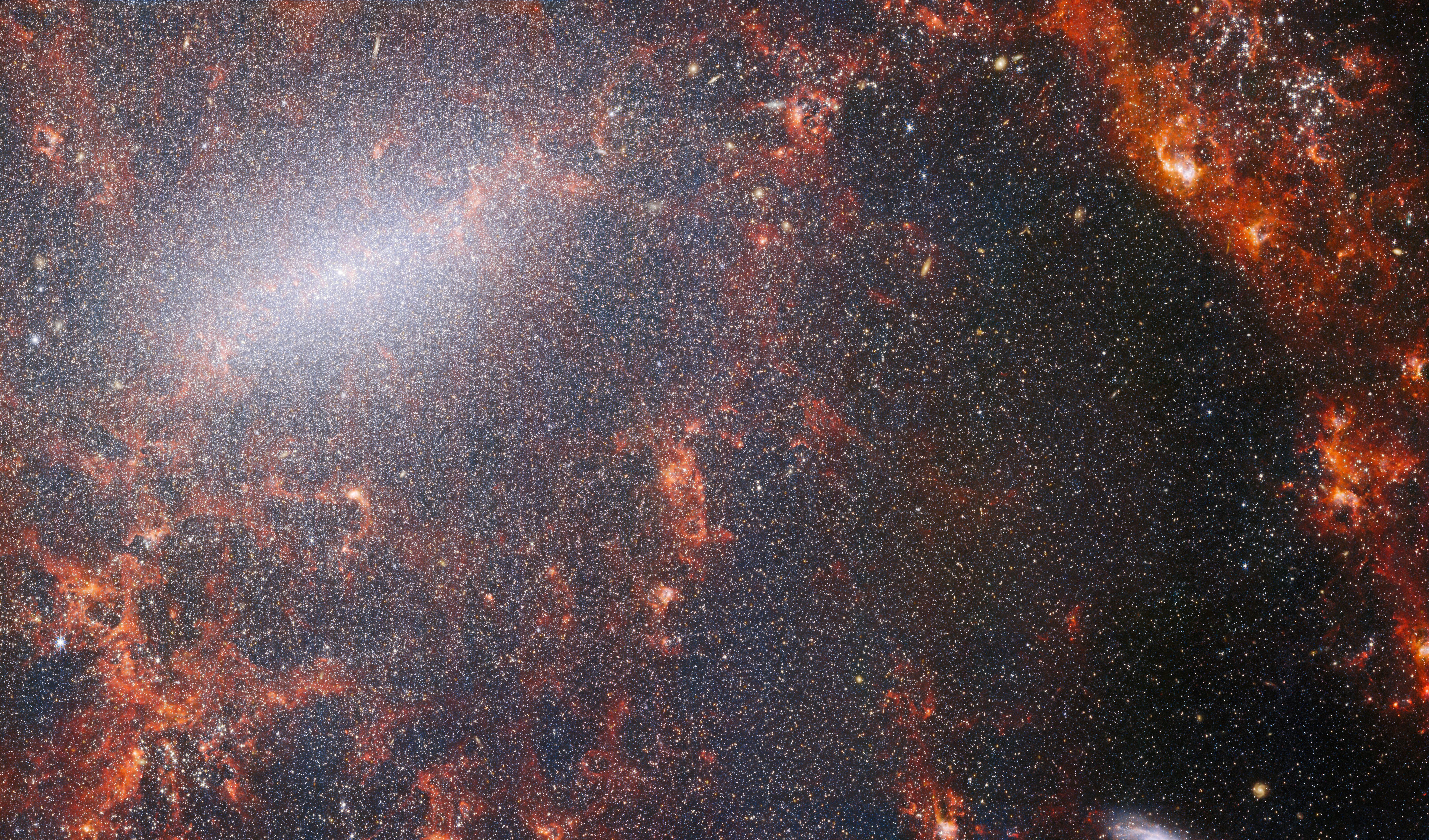
Infrarotaufnahmen mithilfe des James-Webb-Weltraumteleskops

## Galaktisches Umfeld
| Nr. | Galaxie          | Alternativname            | Rek           | Dek           | Distanz/asec |
| --- | ---------------- | ------------------------- | ------------- | ------------- | ------------ |
| →   | NGC 5068         | LEDA/PGC 46400            | 13h18m54.81s  | -21d02m20.8s  | 0            |
| 1   | LEDA/PGC 834347  | 2MASX J13184805-2058347   | 13h18m48.05s  | -20d58m34.7s  | 245.06       |
| 2   | LEDA/PGC 835093  | 2MASX J13185433-2055237   | 13h18m54.33s  | -20d55m23.4s  | 417.50       |
| 3   | LEDA/PGC 3094761 | 2MASX J13182155-2102062   | 13h18m21.54s  | -21d02m06.1s  | 466.06       |
| 4   | LEDA/PGC 3094762 | 2MASX J13184274-2112337   | 13h18m42.74s  | -21d12m33.7s  | 638.88       |
| 5   | LEDA/PGC 830872  | 2MASX J13184896-2114197   | 13h18m48.976s | -21d14m20.64s | 723.87       |
| 6   | LEDA/PGC 830753  | 2MASX J13185790-2114477   | 13h18m57.92s  | -21d14m47.8s  | 748.26       |
| 7   | LEDA/PGC 3094763 | 2MASX J13185640-2114517   | 13h18m56.41s  | -21d14m51.6s  | 750.89       |
| 8   | LEDA/PGC 830475  | 2MASX J13184467-2116047   | 13h18m44.69s  | -21d16m04.7s  | 835.53       |
| 9   | LEDA/PGC 831721  | WISEA J131758.36-211026.9 | 13h17m58.460s | -21d10m26.10s | 928.28       |
| 10  | LEDA/PGC 830050  | 2MASX J13191029-2118059   | 13h19m10.28s  | -21d18m06.2s  | 969.94       |
| 11  | LEDA/PGC 46373   | ESO 576-26                | 13h18m34.72s  | -21d17m59.0s  | 979.61       |